# Даргис, Манола
Манола Даргис или Дарджис (англ. Manohla Dargis; род. 7 апреля 1961, США) — ведущий кинокритик газеты The New York Times (наряду с А. О. Скоттом).
До 2004 года публиковала свои рецензии в Village Voice и Los Angeles Times. Она известна своим пристрастием к европейскому авторскому кино (среди любимых режиссёров — Александр Сокуров) и недоверием к голливудским блокбастерам. Крайне отрицательно относится к циничному абсурдизму братьев Коэнов и постмодернистскому насилию фильмов Тарантино. 
В 2004 году разнесла в своём отзыве фильм «Гарфилд», после чего в его сиквеле главный злодей получил имя лорда Даргиса.